# La Sotonera
La Sotonera – gmina w Hiszpanii, w prowincji Huesca, w Aragonii, o powierzchni 165,54 km². W 2011 roku gmina liczyła 1042 mieszkańców.